# Eucalyptus albopurpurea
Eucalyptus albopurpurea là một loài thực vật có hoa trong Họ Đào kim nương. Loài này được (Boomsma) D.Nicolle mô tả khoa học đầu tiên năm 2000.